# 국방법

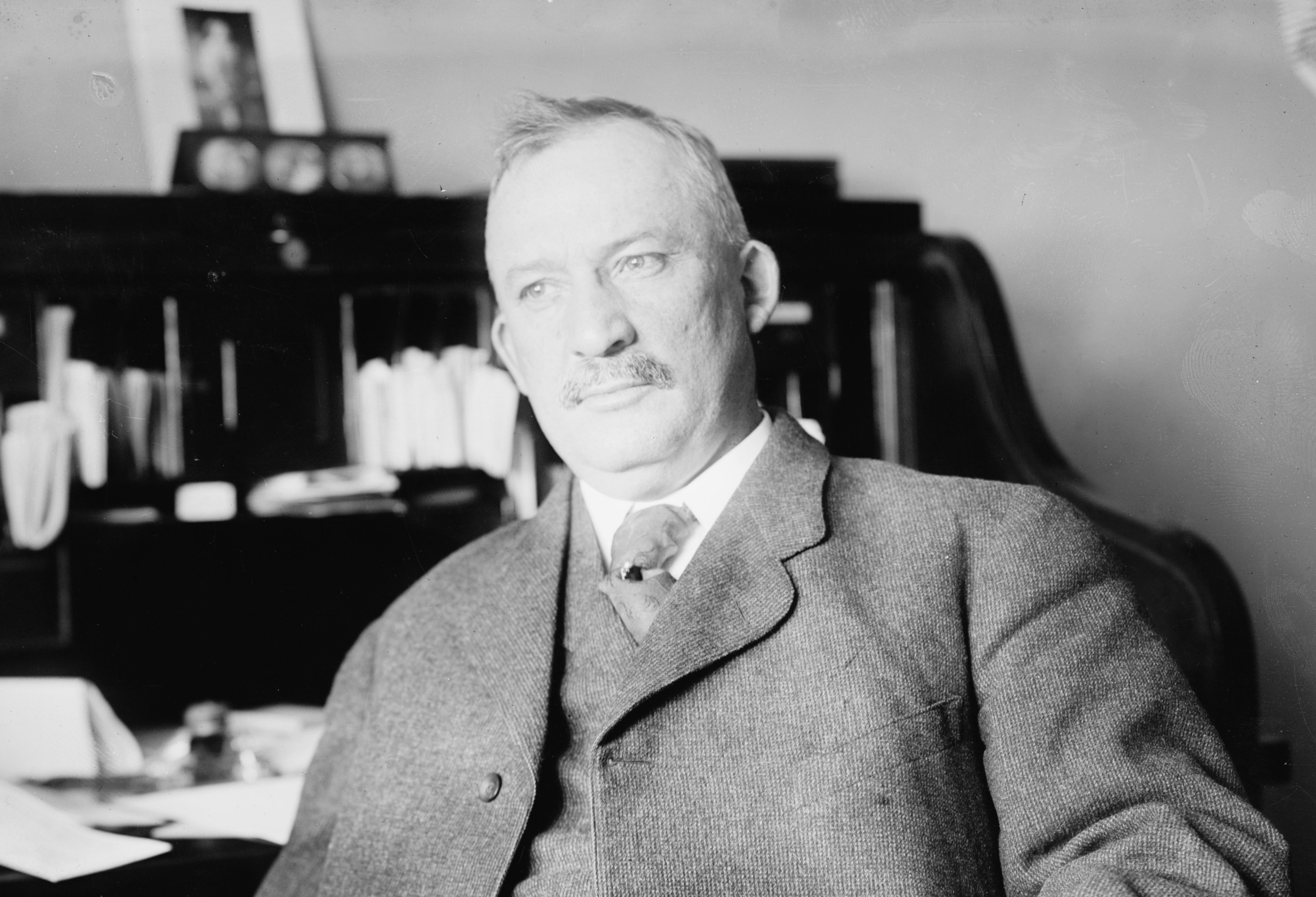
버지니아주 제임스 헤이 하원 군사위원회 의장

1916년 국방법(National Defense Act of 1916)은 미국의 연방 법률로, 특히 국민위병의 조직과 관련하여 1903년 민병법을 개정했다. 이 법의 주요 변경사항은 면제 조항을 대체하는 것이었다. 1916년 법은 미국 육군과 미국 국민위병의 확대를 포함하여, 장교 및 사병 예비군 창설, 그리고 예비 장교 훈련단 창설을 포함했다. 또한 미국 대통령은 미국 국민위병을 연방화할 수 있는 확대된 권한을 부여받았고, 소집 기간과 상황에 대한 변경이 있었다. 미국 육군은 미국 육군 항공 병과의 창설을 시작했으며, 연방 정부는 흑색화약 및 기타 자재 생산을 미리 계약함으로써 전시에 필요한 무기 및 장비의 즉각적인 확보를 보장하기 위한 조치를 취했다.

## 배경

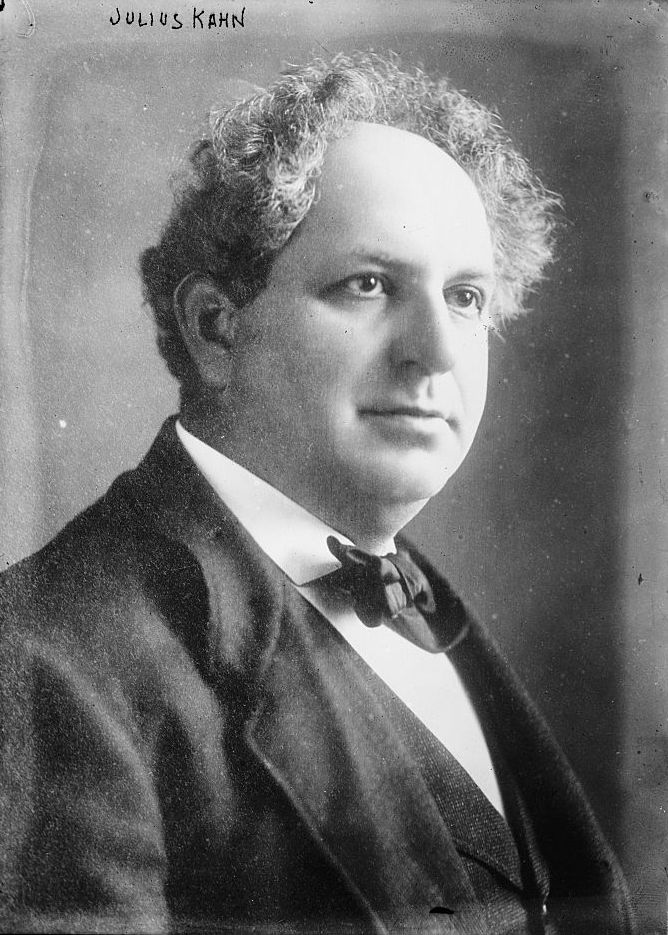
캘리포니아주 줄리어스 칸 의원

이 법은 "준비론 논쟁"이 한창이던 때, 판초 비야의 콜럼버스 (뉴멕시코주) 국경 습격 이후와 미국의 제1차 세계 대전 참전 이전에 통과되었다. 이 법의 주요 지지자는 버지니아주 출신이자 미국 하원 군사위원회 위원장이었던 제임스 헤이였다.
위원회의 간부 의원인 캘리포니아주의 줄리어스 칸이 후원하고 헤이가 초안을 작성한 1916년 법은 육군 병력을 175,000명으로 확대하고, 국민위병을 450,000명으로 증강할 수 있도록 승인했다.

## 구성 면제
"각 주 법률이 적절하다고 생각하는 바"를 면제하는 기원은 알렉산더 해밀턴에 의해 처음 제시되었고, 이는 5월 8일 1792년 민병법 제2조가 되었다. "1916년 법에 의해 이루어진 주요 변경사항은 1903년 법의 '각 주와 준주 법률에 의해 면제되는 모든 사람'에 대한 면제를 삭제하고, 1916년 법에 '그러나 그렇게 면제된 어떤 사람도 대통령이 비전투원으로 선언하는 어떤 자격의 민병대 복무에서도 면제되지 않는다'는 조항을 추가한 것이다." 종교적 면제는 제임스 매디슨이 원래 미국 헌법 수정 제2조가 된 것을 제시한 이래로 고려되어 왔다.

## 예비 장교 훈련단

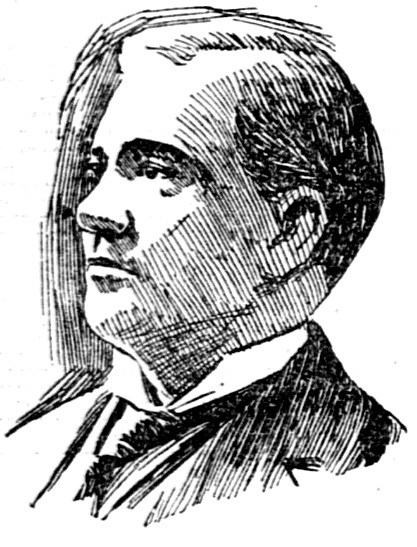
오하이오 주립 대학교 총장이자 예비 장교 훈련단 지지자인 윌리엄 옥슬리 톰슨

예비 장교 훈련단 설립 조항은 오하이오주의 오하이오 주립 대학교 총장인 윌리엄 옥슬리 톰슨을 포함한 오하이오주 대표단에 의해 지지되었다. 1916년 2월 7일, 오하이오 주립 대학교 졸업생인 랠프 D. 머션은 공학자로서 위원회에 증언했다. 예비 공병대 창설을 지지하는 증인으로 참석한 그는 자신의 발언을 확장하여 "오하이오 계획"을 옹호했다. 머션은 다음과 같이 강조했다.
"...농장에서 갓 온 학생이 대학에 입학했을 때 매우 어색했지만, 한 학기 훈련을 마치면 '자세가 잡히고', 몸가짐이 좋으며, 제복을 단정하게 입고, 군사 훈련이 없었더라면 갖지 못했을 자존감과 동료들의 존경심을 얻는 변화가 일어날 것입니다."
의회는 동의했고, 예비 장교 훈련단 조항은 법 최종 버전에 포함되었다.

## 국민위병

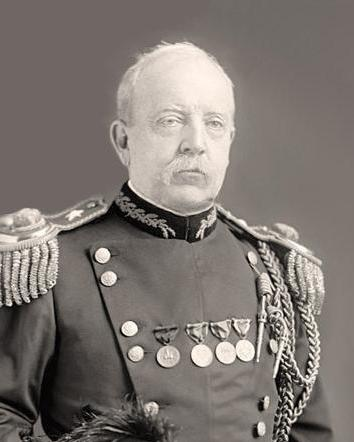
확대 및 재편성된 민병국 초대 국장인 윌리엄 에이브럼 맨

1916년 법은 또한 국민위병이 연간 48일의 훈련과 15일의 연간 훈련 비용을 연방 자금으로 지불할 수 있도록 승인했으며, 이는 훈련을 위한 연방 자금 없이 5일의 여름 캠프만 허용했던 이전 승인보다 개선된 것이었다.
새로운 법은 또한 육군의 민병 담당 부서를 확대 및 재편성된 민병국으로 만들었고, 이 부서는 각 주 국민위병에 대한 연방 자금 및 기타 요건을 감독했다.
1916년 법은 또한 대통령에게 전쟁이나 기타 국가 비상사태 시 국민위병을 동원하고 그 기간 동안 유지할 수 있는 권한을 부여했다. 국민위병은 이전에는 각 주 내에서의 복무 또는 미국 내에서의 최대 9개월 간의 연방 활성화로 제한되었다. 1916년 법에 따라 국민위병 대원들은 민병대에서 제대하고 해외 복무를 위해 미국 육군에 징집될 수 있었으며(육군 법무감의 1912년 결정에 따라 국민위병의 해외 사용을 헌법적 논거로 제한하기 위해), 무기한 소집될 수 있었다. 또한, 육군은 전쟁 시 국민위병이 소집된 후에야 자원병 부대를 모집하여 조직을 확장할 수 있었다.
국민위병 활성화 조항은 판초 비야 원정과 제1차 세계 대전 중에 사용되었다. 제1차 세계 대전으로 국민위병이 연방화되면서, 멕시코-미국 전쟁부터 스페인-미국 전쟁까지 국민위병의 연방화 시기 문제를 우회하는 방법으로 사용되었던 자원병 부대 창설 노력은 끝이 났다.

## 추가 결과
1916년 법은 또한 육군이 375대의 새로운 비행기를 배치하는 데 1,700만 달러 이상을 할당했으며, 랭글리 비행장에 기반을 둔 미국 육군 통신대 항공부대를 관리하기 위한 항공부를 창설했다.
대통령은 또한 미국 과학 아카데미에 국방을 위한 수학, 생물학 및 물리 과학 응용의 잠재력에 대한 연구를 수행하기 위해 미국 국립연구위원회를 설립해 달라고 요청했다.
준비 논쟁의 일환으로, 의회는 질산염(탄약 제조에 사용됨) 공급을 보장하는 것에 관심을 가졌으므로, 1916년 법은 두 개의 질산염 제조 공장, 산업 마을, 그리고 수력 발전을 제공할 댐 건설을 승인했다. 윌슨 대통령은 댐 부지로 머슬 쇼얼즈 (앨라배마주)를 선택했다. 윌슨 댐은 후에 그의 이름을 따서 명명되었고, 머슬 쇼얼즈에 건설된 댐과 질산염 공장은 1933년 테네시강 유역 개발 공사에 흡수되었다.

## 후속 변경

### 1920년 국방법 개정안
1920년 국방법 개정안(Pub.L. 66–242, 41 Stat. 759, 1920년 6월 4일 제정), 일명 1920년 국방법은 1916년 국방법을 개정했으며, 미국 육군 항공국과 화학 병과 및 재정 병과의 창설을 포함한다. 1920년 법은 또한 국민위병국 국장이 국민위병 장교여야 한다는 조항을 포함했으며, 국민위병 장교가 육군 참모부에 복무할 수 있도록 허용했다.

### 1933년 국방법 개정안
1933년 국방법 개정안(Pub.L. 73–64, 48 Stat. 153, 1933년 6월 15일 제정)은 국민위병이 항상 육군의 구성 요소로 간주되도록 규정했다. 이 법부터 각 국민위병 대원은 두 가지 군사적 지위, 즉 해당 주 국민위병 구성원(제목 32 업무) 또는 연방화될 경우 미국 국민위병 구성원(제목 10 업무)을 갖게 된다. 이는 1916년 법의 동원 조항을 강화하여 전쟁 시 국민위병 부대 및 개별 대원을 해외 복무에 직접 배치할 수 있도록 했다. 국민위병 군인이 임무에 따라 일상적으로 제목 10에서 제목 32 지위로 전환하는 것이 가능하다.
1940년, 1916년 국방법 제61조는 1916년 이전에 허용되었던 주방위대의 설립을 재승인하도록 수정되었다.

## 같이 보기
- 미국 국민위병
- 국민위병국
- 주방위대